# Sébastien Roth
Sébastien Roth (Ginevra, 1º aprile 1978) è un allenatore di calcio ed ex calciatore svizzero, di ruolo portiere.

## Palmarès

### Club
- Coppa Svizzera: 1

Servette: 2000-01